# Limba oscă
Limba oscă (sau oscană) este o limbă indo-europeană, care aparține familiei limbilor italice, din grupul sabellic, azi dispărută.

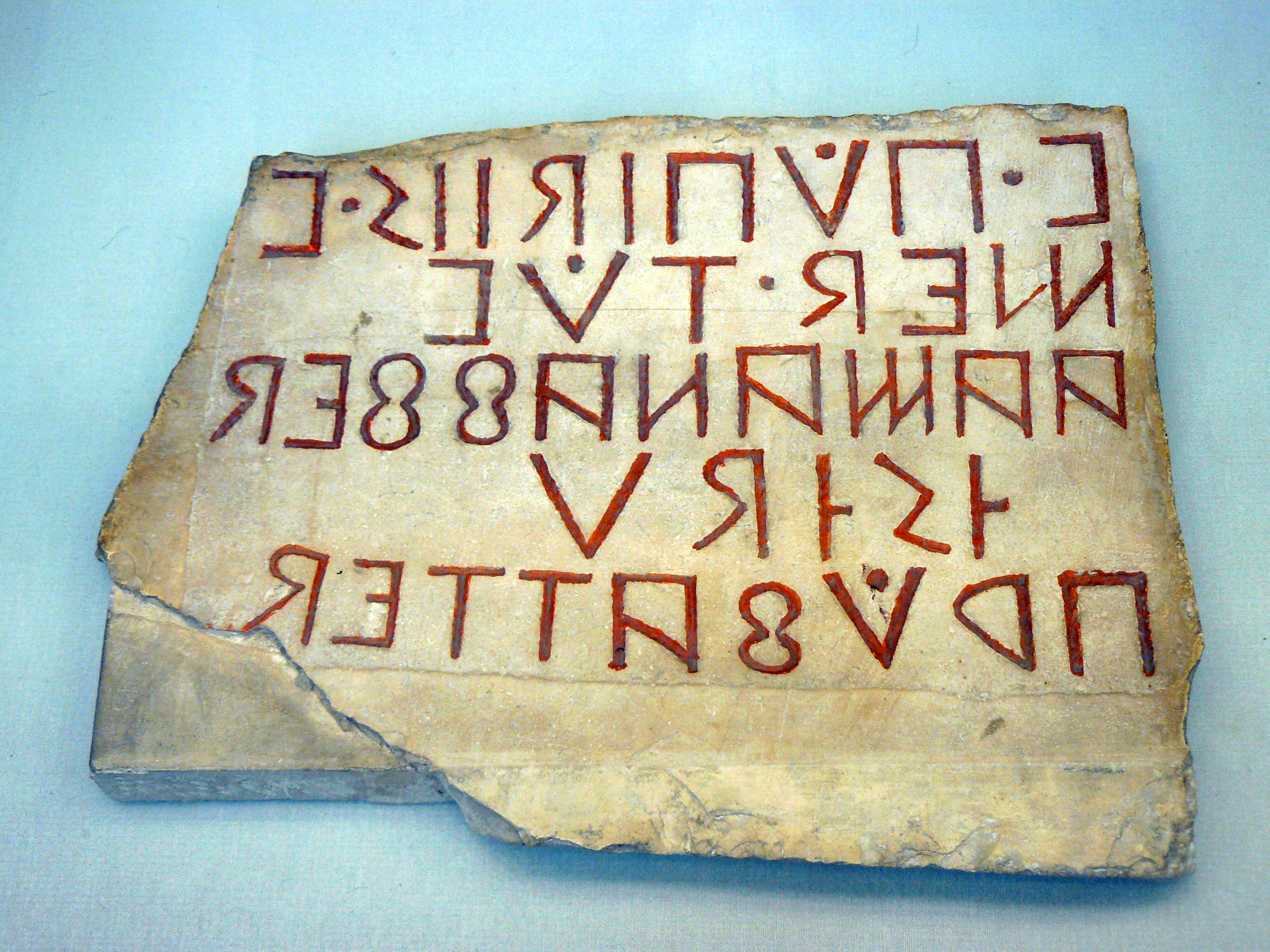
Limba oscă

Distribuţia limbilor în Italia secolului al VI-lea î.Hr. (Epoca fierului)

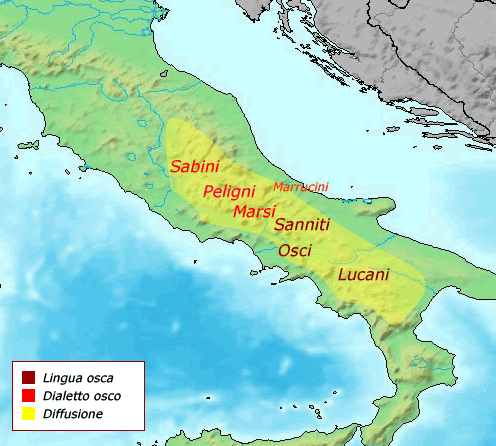
Distribuţia limbii osce.

## Istorie
Se crede că popularea Peninsulei Italice de către indo-europeni s-a făcut în două valuri: primul val în mileniul al II-lea î.Hr. (italioții, care au fondat, între altele, civilizația terramarilor sau terramaricolă), iar un al doilea val, spre anul 1000 î.Hr. (civilizația numită villanoviană). Primul val ar corespunde lingvistic subgrupului de limbi italice latina-falisca-sicula, iar al doilea val ar corespunde grupului sabellic (osc-umbrian), ceea ce explică diferențele dintre oscă și latină. 
Avem puține informații privitoare la formarea limbii osce. Primele urme scrise ale acestei limbi le regăsim în secolul al IV-lea î.Hr.. Se presupune că această limbă nu a mai fost vorbită după secolul I î.Hr.. Cel puțin, după aceea, nu mai se găsesc urme ale limbii osce, limba latină dominând întreaga Italie.

## Descriere
Limba oscă este apropiată de limba latină, având structura gramaticală comună. Zona de implantare a limbii osce corespunde părților interioare ale Italiei centrale și meridionale, excluzând regiunile actuale ale Pugliei și ale Calabriei.
Osca este, fără îndoială, limba italică cel mai bine cunoscută, după limba latină, prin faptul că a avut o foarte mare difuzare în mai multe regiuni ale Peninsulei Italice.

### Vocabularul
Pe planul vocabularului, dacă unele cuvinte sunt cu ușurință identificabile pornind de la limba latină (de exemplu, „cetățean”: în oscă se zice cevs, iar în latină civis), numeroase cuvinte sunt proprii limbii osce și probabil ieșite dintr-un substrat neindo-european (de exemplu, „templu”: în oscă, caila, iar în latină templum).
Comparativ cu celelalte limbi italice, numeroase texte în oscă ne-au parvenit, între care faimosul Cippus Abellanus și Tabula Bantina.

## Alfabetul
Oscii utilizau un alfabet inspirat din alfabetul etrusc, iar acesta fusese inspirat din alfabetul grec.
| 𐌀 | 𐌁 | 𐌂 | 𐌃 | 𐌄 | 𐌅 | 𐌆 | 𐌇 | 𐌉 | 𐌊 | 𐌋 | 𐌌 | 𐌍 | 𐌐 | 𐌑 | 𐌓 | 𐌔 | 𐌕 | 𐌖 | 𐌚 | 𐌞 | 𐌝 |
| A | B | G | D | E | V | Z | H | I | K | L | M | N | P | Ś | R | S | T | U | F | Ú | Í |